# Référendum constitutionnel kirghize de 2016
Le référendum constitutionnel kirghize de 2016 a lieu le 11 décembre 2016 afin de permettre à la population du Kirghizistan de se prononcer sur une révision de la constitution visant notamment à accroitre les pouvoirs du Premier ministre et à interdire le mariage homosexuel.
Le projet de révision constitutionnelle est approuvé à une large majorité, validée par le taux de participation, qui franchit le quorum exigé.

## Conditions
En accord avec la constitution et le code référendaire, le taux de participation au référendum doit franchir le quorum de 30 % des inscrits pour que le résultat soit valide. De même, l'un des choix doit pour l'emporter obtenir la majorité absolue de l'ensemble des suffrages, y compris les votes blancs et nuls.

## Résultats
| Choix                   | Choix                   | Votes     | %      |
| ----------------------- | ----------------------- | --------- | ------ |
|                         | Pour                    | 948 185   | 79,63  |
|                         | Votes blancs et nuls    | 57 427    | 4,82   |
|                         | Contre                  | 185 140   | 15,55  |
|                         |                         |           |        |
| Votes valides           | Votes valides           | 1 133 325 | 95,18  |
| Votes blancs et nuls    | Votes blancs et nuls    | 57 427    | 4,82   |
| Total                   | Total                   | 1 190 752 | 100    |
| Abstention              | Abstention              | 1 625 671 | 51,72  |
| Inscrits/Participation  | Inscrits/Participation  | 2 816 423 | 42,28  |
| Quorum de participation | Quorum de participation | ✔ 30 %    | ✔ 30 % |

| Pour 948 185 (79,63 %) |  |  |  | Contre 185 140 (15,55 %) |
| ▲                      |  |  |  |                          |
| Majorité absolue       |  |  |  |                          |

## Analyse
Le projet de révision constitutionnelle est approuvé à une large majorité, validée par le taux de participation, qui franchit le quorum exigé.